# 1346 Ґота
1346 Ґота (1346 Gotha) — астероїд головного поясу, відкритий 5 лютого 1929 року.
Тіссеранів параметр щодо Юпітера — 3,338.